# 蛸壺

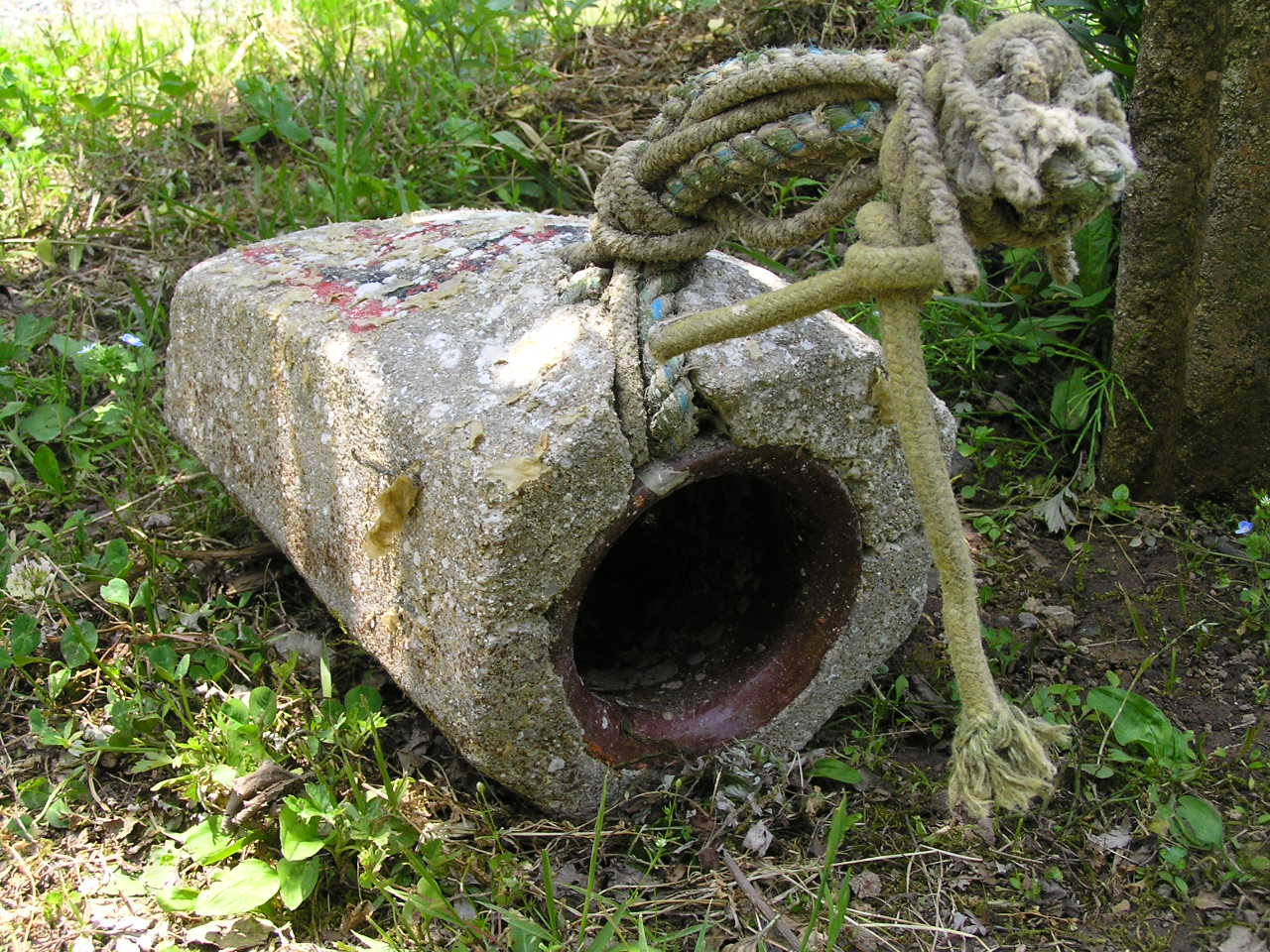
蛸壺（明石西二見にて）

蛸壺（たこつぼ、英: Octopus pot）は、タコを捕獲する目的で漁師が使う壺で、明石がその発祥の地といわれる。材質は素焼きの陶器が主流であったが、近年はプラスチック製も見られる。

## 概要

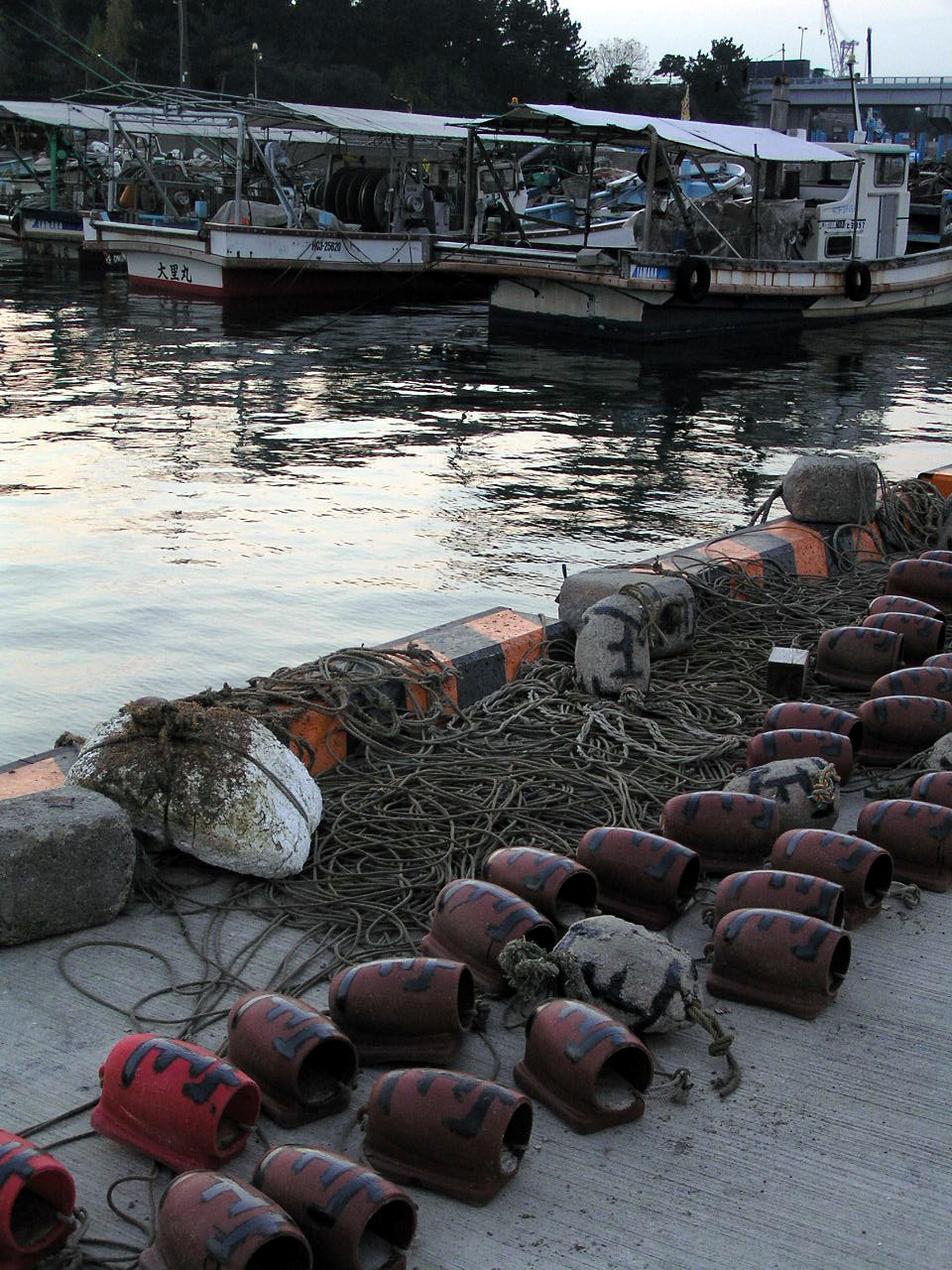
明石二見漁港と蛸壺

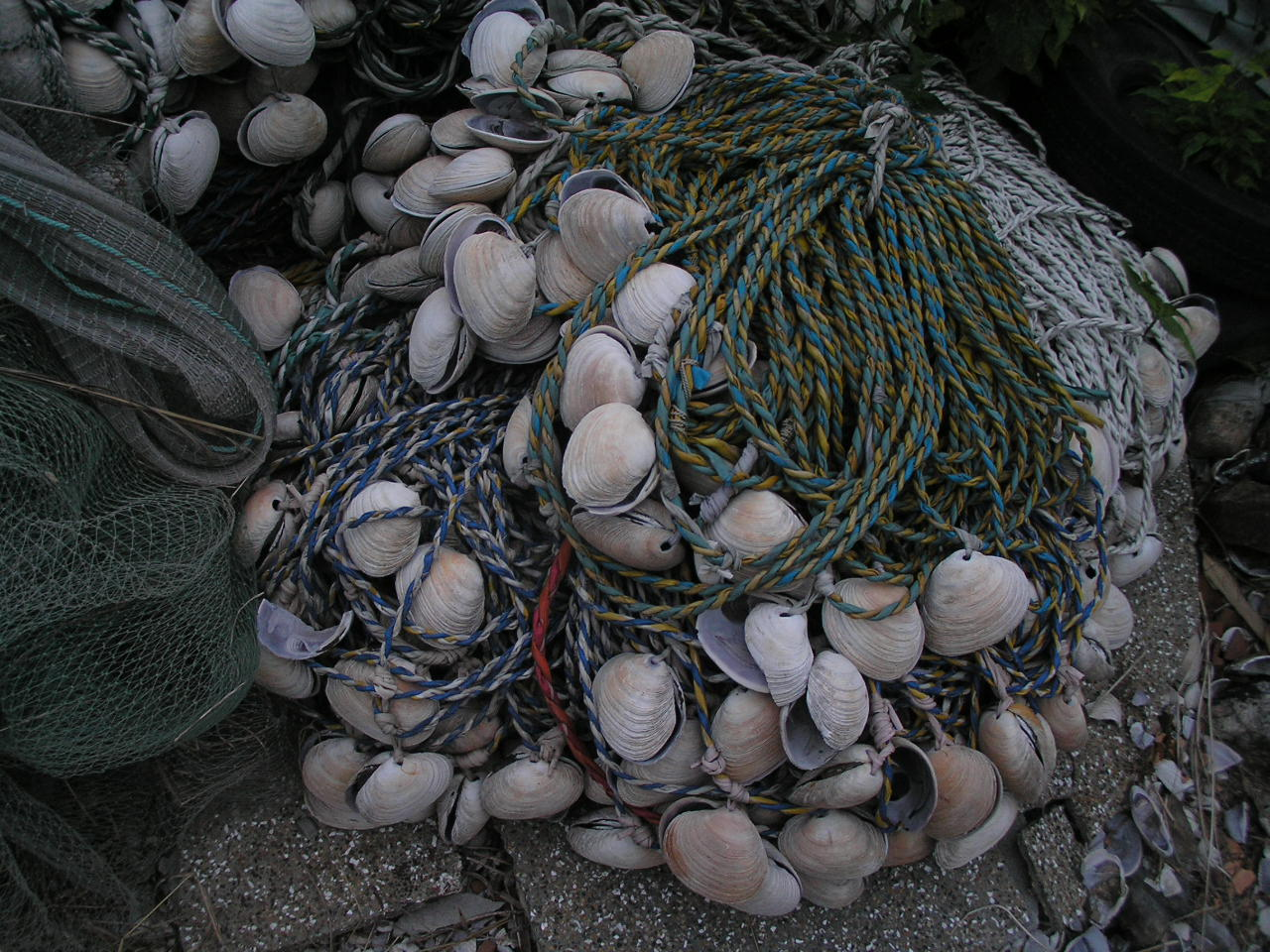
イイダコ、子ダコ漁に使われる二枚貝の仕掛け

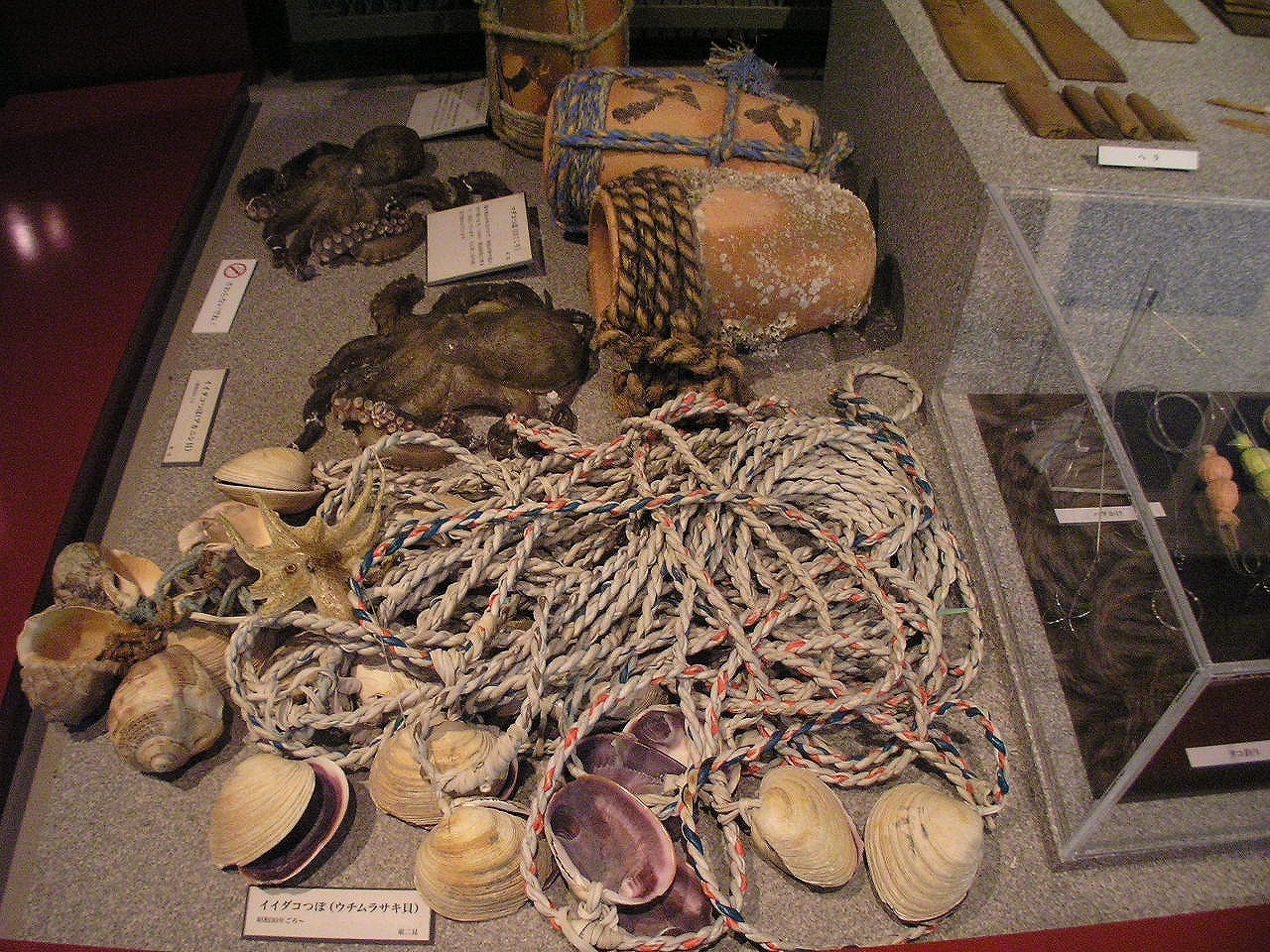
蛸壺の色々

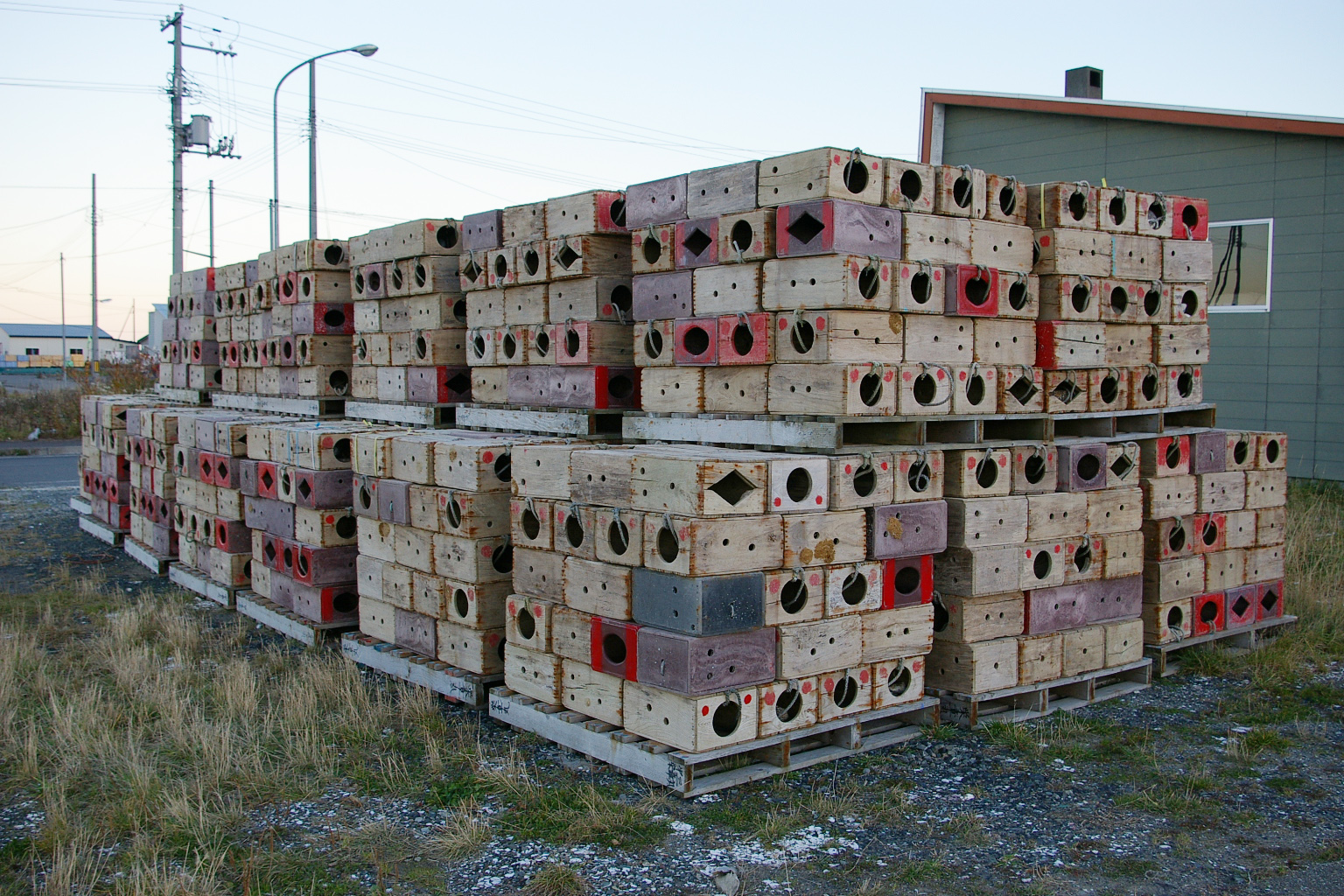
木製の蛸壺
（北海道宗谷漁港）

蛸壺は主に横にして使うため、多くは胴に平らな部分がありカマボコ型になっている。これは潮の流れの影響を受けないようにするためである。古くは首の部分のくびれた単純な素焼きの壺が用いられたが、現代では普通は素焼きの円筒状の壺の側面に、モルタルで加工することによってカマボコ型にし、同時に重量を持たせている。
タコは、甲殻を持っておらず、身を守るため、海底の沈み磯（岩場）の中に潜み、潮汐がゆるくなる時間帯を見計らい岩場から出てきては、砂地でイシガニや小魚や貝を短時間で捕獲するが、潮目が変わると慌てて住処に戻ろうとする。
隠れる場所の少ない砂地は、タコにとって危険地帯であり、ときにマダイなどの餌になることも多く、そこに絶好の隠れ場所があれば、タコはこれ幸いと入ってくる。海底から蛸壺を引き上げる際も、壺から逃げるタコは滅多におらず、壺の中でじっとしている。これが蛸壺漁の原理である。
引き上げた蛸壺から、タコを力ずくで引き出すことは難しいが、塩もしくは濃い塩水をかけると、タコが自ら蛸壺から這い出てくるので、これを捕らえる。 
マダコもイイダコも同様の原理で捕獲できるが、小型のイイダコには二枚貝の貝殻を左右対にして、蛸壺の代わりに使うこともある。イイダコは、岩礁ではなく砂泥質の海底で左右の殻のそろった二枚貝の貝殻に入り込み、腕の吸盤で閉じて棲家にしたりそこで産卵したりする習性があるためである。
蛸壺漁は非効率であるため、日本国内では2021年現在ではほとんど行われておらず、蛸壺発祥の地といわれる兵庫県明石市でも、蛸壺専門の漁師はたった2人である。しかし、通常の漁法である網漁では、タコの体が傷付き傷みやすいため、蛸壺で捕獲されたタコは「幻のタコ」と珍重され、地元の料亭、割烹に人気があり、市場には出回らないといわれる。
1980年代からモーリタニアなどアフリカ諸国へ蛸壺漁が輸出され、多くのタコが日本に輸入されている。

## 蛸壺の歴史
日本列島では縄文時代晩期に大型貝塚を形成し、クロダイ・スズキを中心とした漁労を行う縄文型内湾漁労が衰退する。弥生時代には新たなタイプの内湾漁労として大陸から渡来した管状土錘を用いた網漁や、イイダコを対象とした蛸壺漁が行われる。兵庫県明石市がその発祥の地といわれ、周辺の遺跡からも蛸壺が発見されている。その後、蛸壺漁法は同心円状に広がりを見せ、古墳時代後期以降になると瀬戸内海一円に広がり九州北部にも散見されるようになる。なお、北海道などでは四角い蛸箱が使われる。

## 蛸壺と文学
松尾芭蕉の句に「蛸壺やはかなき夢を夏の月」がある。夏の月が、こうこうと夜の海面を照らす海の底で、蛸壺のタコは捕らわれの身とも知らず、なんとはかない夢をむさぼっていることだろうという意味に解されている。また、「はかなき夢」には、平家一門にまつわる哀れを重ね合わせているという解釈もある。
俳人の松岡青蘿が、明和5年（1768年）の芭蕉75回忌にあたり明石人丸月照寺境内に「蛸壺塚」を建立している。

## 派生語
- 蛸壺は大抵小さくタコが1匹だけ入るものがほとんどであることから、転じて兵士一人だけが入る個人用の塹壕を軍隊用語として「蛸壺壕」という。軍隊における俗語としては単に「タコツボ」とも。
  - 英語では“Foxhole”（キツネ穴）と呼ばれる。
- 隠語の一つとして、女性器の名器を「蛸壺」と表現することがある。
- 自分達にしか通じない特異な習慣を外に持ち出して通用させようとしたり、縦方向にばかり広く横の繋がりが希薄である事を揶揄して「蛸壺的／タコツボ的」と表現する事がある。[要出典]
- たこつぼ心筋症の略称。